# Свети Архангел Михаил (Осиковица)
„Свети Архангел Михаил“ е възрожденски православен храм в правешкото село Осиковица, България, част от Ловчанската епархия на Българската патриаршия. Обявена е за архитектурно-художествен паметник на културата.

## История
Църквата е построена през 1834 година, като е запазен ферманът, разрешващ строежа. Храмът е изграден за 54 дни, като ктитори са осиковчани, за което свидетелства запазен каменния дарителски надпис над входната врата на храма. В 1835 година в южната част на църковния двор е построена и училищна сграда. В 1859 година църквата е разширена с предверие на запад и околовръстната плетена ограда е заменена с каменна.
Църквата е обявена за архитектурно-художествен паметник на културата с протокол №16 от 14 декември 1998 година на Националния съвет за опазване на паметниците на културата, утвърден от министъра на културата.

## Описание
Църквата е голяма сграда с висок осмостенен купол, една апсида на изток и с полуцилиндричен свод и двускатен покрив. На запад има камбанария на запад. В западната част на наоса има женска църква.
Иконостасът е голям, резбован и позлатен, създаден при изграждането на храма от самоковския майстор Христо. Иконостасът има два периода на изписване. От оригиналното оформление са сцените от Шестоднева на цокълните пана. Част от старите иконостасни икони са датирани от 1835 година. В 1870 година братята Ненчо и Наум Чибукови от Западна Македония позлатяват иконостаса и изписват иконите от апостолския ред. Разкритите стенописи по свода в зоната пред иконостаса, вероятно също са дело на двамата братя.
- Стенописи на Наум и Ненчо Илиеви
- Патронно изображение над входа
- Стенопис на южната стена пред иконостаса
- Стенопис на северната стена пред иконостаса